# Carmen Tănase
Carmen Tănase (n. 18 ianuarie 1961, Ploiești, România) este actriță de film, radio, teatru, televiziune și voce română.

## Biografie

### Viață profesională
A urmat, între 1980 și 1984, cursurile Institutului de Artă Teatrală și Cinematografică din București, secția Actorie, la clasa profesoarei Olga Tudorache și a asistentei Adriana Popovici. I-a avut drept colegi de promoție pe Bogdan Gheorghiu, Radu Duda (Alteța Sa Regală Principele Radu al României), Patricia Grigoriu, Marina Procopie, Dan Bădărău, Carmen Ciorcilă, Mihai Verbițchi și (de la clasa Sandei Manu) Oana Pellea, Carmen Trocan, Mioara Ifrim, Luminița Stoianovici, Răzvan Popa, Cristian Rotaru, Adrian Păduraru, Claudiu Istodor. Ca studentă a jucat, printre altele, în Demonii, dramatizare după romanul omonim de F.M. Dostoievski, Joia dulce, după John Steinbeck, și Suflete tari de Camil Petrescu (spectacol de absolvire). A debutat pe o scenă profesionistă alături de Olga Tudorache și de Radu Duda, colegul ei de la secția de Actorie, în rolul Foca din piesa Fluturi, fluturi de Aldo Nicolaj, regizată de Cristian Hadjiculea la Teatrul Foarte Mic din București (data premierei: 26 octombrie 1982), spectacol preluat ulterior de Teatrul Național din Iași. Între 1984 și 1990 a fost actriță la Teatrul Național „Vasile Alecsandri” din Iași, fiind repartizată inițial la secția suceveană a acestuia, împreună cu Radu Duda, Bogdan Gheorghiu, Carmen Ciorcilă, Adrian Păduraru, Răzvan Popa, Cristian Rotaru, Mioara Ifrim și alți câțiva tineri absolvenți de teatru din țară. Din anul 1990 Carmen Tănase este actriță la Teatrul Odeon din București.

### Viață personală
Carmen Tănase a fost căsătorită cu criticul de teatru Victor Parhon (n. 5 aprilie 1943, Iași – d. 4 august 2000, București). Are un fiu, Tudor Parhon (n. 1989), absolvent de regie de film.

## Teatru - roluri și spectacole reprezentative

### La Teatrelli, București
- Diana în Hotel California de Neil Simon, regia Gelu Colceag

### La Teatrul de Comedie din București
- Polina Andreevna în Pescărușul de A.P. Cehov, regia Claudiu Goga

### La Teatrul Odeon din București
- Doctorița Martha Livingstone în Agnes, aleasa lui Dumnezeu de John Pielmeier, regia Marius Oltean
- Infirmiera șefă în Veronika se hotărăște să moară, dramatizare de Gelu Colceag și George Bănică după romanul omonim de Paulo Coelho, regia Gelu Colceag
- Colette Duduleanu în Gaițele de Alexandru Kirițescu, regia Alexandru Dabija; rol cu care a obtinut Premiul pentru rol secundar la Festivalul Dramaturgiei Românesti, Timișoara, 2004
- Lora în Stele în lumina dimineții de Alexandr Galin, regia Gelu Colceag
- Paraschiva în Domnișoara Nastasia de G.M. Zamfirescu, regia Horea Popescu
- Pierette în Cumetrele de Michel Tremblay, regia Petre Bokor
- Țiganca bătrână în La țigănci, text pentru spectacol de Cristian Popescu după Mircea Eliade, regia Alexander Hausvater
- Au pus cătușe florilor de Fernando Arrabal, regia Alexander Hausvater
- Opera rânjetului de Dario Fo, regia Dragoș Galgoțiu

### La Teatrul NaționalVasile Alecsandridin Iași
- Mona în Steaua fără nume de Mihail Sebastian, regia Nicoleta Toia
- Ea în Tactica șarpelui boa după A.P. Cehov, regia Nicoleta Toia
- Sașa în Ivanov de A.P. Cehov, regia Ovidiu Lazăr
- Elena Ivanovna Popova în Ursul de A.P. Cehov, regia Ion Lascăr
- Gittel în Doi pe un balansoar de William Gibson, regia Ion Mânzatu
- Firuța în Autorul e în sală de Ion Băieșu, regia Saul Taisler
- Zița în O noapte furtunoasă de I.L. Caragiale, regia Ovidiu Lazăr
- Helea în Melodie varșoviană de L. Zorin, regia Ion Mânzatu
- Ana în Jocul vieții și al morții de Horia Lovinescu, regia Nicoleta Toia
- Tania în Adio, studenție! de Alexendr Vampilov, regia Cristina Ioviță
- Doamna Gabor în Deșteptarea primăverii de Frank Wedekind, regia Cristina Ioviță
- Foca în Fluturi, fluturi de Aldo Nicolaj, regia Cristian Hadjiculea

A mai jucat în Podul sinucigașilor și Așteptăm pe altcineva de Paul Ioachim, ambele în regia autorului (Teatrul „George Ciprian”, Buzău), Noiembrie sau Sărutul, de Ana Maria Bamberger, regia Alice Barb (Teatrul Național „I.L. Caragiale”, București), Raport pentru o Academie, după o schiță de Franz Kafka, regia Cristina Ioviță (Teatrul de Cameră al UNITER) și altele.

## Filmografie
- Proba (1981) – fata
- Misterele Bucureștilor (1983)
- Un bulgăre de humă (1990) – actrița Despineanu
- Drumul câinilor (1991)
- Înnebunesc și-mi pare rău (1992)
- E pericoloso sporgersi (1993) – recepționera de la Hotelul Iezer
- Crucea de piatră (1994) – fostă prostituată, membră a celulei de partid
- Dark Angel: The Ascent (1994) – asistenta
- Passion Mortelle (1995) – doamna Vogel
- Im Zeichen der Liebe (1998)
- Dormir avec le diable (2001)
- Une femme piégée (2001)
- Bani de dus, bani de-intors (2005) – Irina
- Prea târziu (2006) – mama Norei
- Legături bolnăvicioase (2006) – chelnerita
- Lacrimi de iubire (2006) – Simona Varlam
- Nod (2007)
- State de România - student la Sorbona (2009) – Flacara Potcovaru
- State și Flacăra - Vacanță la Nisa (2010) – Flacara Potcovaru
- May's Fever (2010)
- Selfie (2014) – profa de bio
- Tamara,Echelon (2015) – Marga
- Ana,mon amour (2017) – Mama lui Toma
- Carturan (2019) – directoarea
- Zăpadă,Ceai și  Dragoste (2021) – femeie de serviciu
- In așteptare (2021) – Valeria
- Glasul care striga în pustie (2022) – Monica Lovinescu
- Ramon (2023) – batrana
- Dragoste pe muchie de cuțit (2023) – Mama Maia
- 21 de rubine (2023) – tanti
- Omul fara linia vieții (2023) – Ghinda

## Roluri în seriale de televiziune
- Vertigii (2001) – telefonista
- Lacrimi de iubire (2005-2006) – Simona Varlam
- Iubire ca în filme (2006-2007) – Zuzu (Zamfira) Dumitrescu
- Inima de tigan (2007-2008) – Flacara Potcovaru
- Regina (2008-2009) – Flacara Potcovaru
- State de Romania (2009-2010) – Flacara Potcovaru
- Moștenirea (2010-2011) – Flacara Potcovaru
- Pariu cu viața (2011-2013) – Mara Anghel
- O noua viață (2014) – Mara Crăciun
- iSerialul când mama nu-i acasă (2017) – Buni
- Băieți de Oraș (2017)
- O grămadă de caramele (2017) – Buni
- Fructul Oprit (2018-2019) – Roxana Baicu Popovici
- Discutabil (2020) – Cati
- Clanul (2022-2024) – Luminita Achim
- Tătuțu' (2024-prezent) - Luminița Achim

La Teatrul de Televiziune
- Dr. Martha Livingstone, în Agnes, aleasa lui Dumnezeu de John Pielmeier, regia Marius Oltean
- Pierette, în Cumetrele de Michel Tremblay, regia Petre Bokor
- Amfitrion 38 de Jean Giraudoux, regia Olimpia Arghir